# تیا

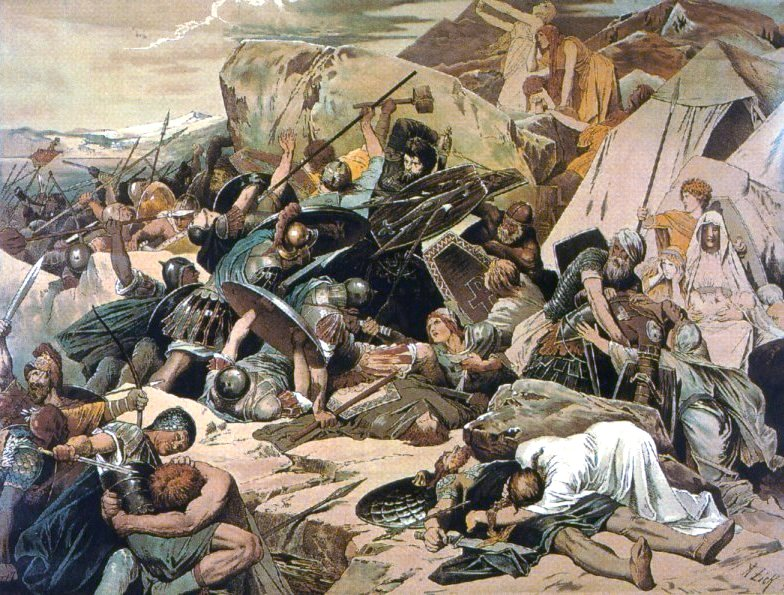
صحنه‌ای از نبرد مونس لاکتاریوس

تیا(به آلمانی: Teja)(مرگ ۵۲۲ یا ۵۲۳ میلادی) واپسین شاه استروگوت‌ها در ایتالیا بود.
او نخست به توتیلا پادشاه استروگوت خدمت کرد. با کشته شدن توتیلا در ۵۵۲ میلادی در نبرد تاجینا وی به جانشینی‌اش برگزیده‌شد. وی استروگوت‌های منهزم را در راه عقب‌نشینی به جنوب ایتالیا گرد هم آورد و برای آخرین نبرد با نارسس سردار بیزانسی آماده‌شد. سرانجام دو سپاه در جنوب ناپل کنونی در نبرد مونس لاکتاریوس با هم گلاویز شدند، نتیجهٔ نبرد شکست استروگوت‌ها و کشته‌شدن تیا بود.